# 콘스탄티노폴리스의 트리폰
트리폰(그리스어: Τρύφων, 933년 사망)은 10세기 콘스탄티노폴리스 총대주교였다. 그는 동방 정교회에서 성인으로 존경을 받고 있다.

## 생애
트리폰은 콘스탄티노폴리스의 수도사였다. 928년 12월 15일에 총대주교 스테파노스 2세가 죽었다. 트리폰은 928년 12월에 동로마 제국의 황제 로마노스 1세 레카피노스에 의해, 황제의 아들 테오필락토스인 소년이 성년이 되면 그를 위해 사임한다는 조건으로, 총대주교의 지위에 올랐다.
931년에 테오필락토스가 16세가 되자, 로마노스는 총대주교 트리폰에게 약속대로 사임하여, 테오필락토스가 총대주교직을 맡도록 요청했다.  트리폰은 소년에게 총대주교좌를 이양하기를 거부하고 계속 재직하였다. 로마노스는 격노하여 그를 체포하여 처형하고 싶었지만, 그러나 트리폰은 그의 미덕으로 사람들에게 대단히 많은 사랑을 받았다.
그런 다음 황제의 고문들은 반대를 초래하지 않고 그를 지위에서 물러나게 하는 더 나은 계획을 찾아내었다. 다른 주교들과의 회의 중에, 주교 바실은 트리폰이 문맹이라고 비난하였고, 그리고 총대주교는 그가 그렇지 않다고 항의하였다. 주교 바실은 황제의 대리인에게 백지의 그의 이름을 서명함으로서 그가 증명하도록 요청하였고, 트리폰이 백지에 서명하였고 그다음에 주교 바실은 종이를 궁전으로 보내어 황제의 서기가 트리폰의 서명을 가진 백지에 그의 사직서를 작성하였다.
그가 속았다는 것을 알았을 때는 이미 늦어서, 테오필락토스는 이미 총대주교로 선포되었고, 트리폰은 수도원으로 강제적인 은퇴를 하였으며, 933년 그곳에서 죽었다.

## 존경
트리폰은 동방 정교회에서 성인으로 존경을 받고 있다. 그의 축일은 년 4월 19일(율리우스력 3월 2일)이다.